# Cuyotenango
Cuyotenango est une ville du Guatemala dans le département de Suchitepéquez.